# Wild Beasts
Wild Beasts – zespół grający indie rocka, pochodzący z Kendal (angielska Kraina Jezior). Ich pierwszy singiel "Brave Bulging Buoyant Clairvoyants" ukazał się w listopadzie 2006 roku. Wydali 4 albumy studyjne.

## Kariera
Zespół powstał w 2002 roku, kiedy Hayden Thorpe i Ben Little utworzyli duet o nazwie Fauve. W styczniu 2004 roku dołączył do nich perkusista Chris Talbot, a zespół zmienił nazwę na Wild Beasts. Zespół nagrał swoją epkę demo w czerwcu 2004 roku. We wrześniu 2005 członkowie przenieśli się do Leeds, dołączył do nich również grający na basie Tom Flemming. Kwartet nagrał dwie kolejne epki: Esprit De Corps i All Men.

W sierpniu 2006 roku Wild Beasts podpisali kontrakt z Bad Sneakers Records. Swój pierwszy singiel "Brave Bulging Buoyant Clairvoyants" ukazał się 20 listopada 2006 roku. Singiel uplasował się na 17 miejscu w zestawieniu indierockowym w Wielkiej Brytanii.

W lutym 2007 roku Wild Beasts przeszli do Domino Records. 16 czerwca 2008 ukazał się ich debiutancki album Limbo, Panto. W sierpniu 2009 roku ukazał się drugi album grupy Two Dancers, który zdobył przychylność krytyków oraz był nominowany do Mercury Prize.

## Dyskografia

### Albumy
- Limbo, Panto (Domino Records, 2008)
- Two Dancers (Domino Records, 2009)
- Smother (Domino Records, 2011)
- Present Tense (Domino Records, 2014)

### EPki
- Wild Beasts (2004)
- Esprit De Corps (2005)
- All Men (2005)
- Reach A Bit Further (2011)

### Single
- "Brave Bulgind Buoyant Clairvoyants" / "The Old Dog" (Bad Sneakers Records, 2006)
- "Through Dark Night" / "Please Sir" (Bad Sneakers Records, 2007)
- "Assembly" / "Sylvia, A Melodrama" (Domino Records, 2007)
- "The Devil’s Crayon" / "Treacle Tin" (Domino Records, 2008)
- "Brave Bulging Buoyant Clairvoyants" / "Mummy's Boy" (Domino Records, 2008)
- "Hooting & Howling" / "Through the Iron Gate" (Domino Records, 2009)
- "All The King’s Men" (Domino Records, 2009)
- "We Still Got The Taste Dancin’ On Our Tongues" (Domino Records, 2010)
- "Albatross" / "Smother" (Domino Records, 2011)
- "Bed of Nails" / "Catherine Wheel" (Domino Records, 2011)
- "Reach a Bit Further" / "Thankless Thing" (Domino Records, 2011)
- "Stray" (digital download, Domino Records, 2012)
- "Wanderlust" / "Byzantine" (Domino Records, 2014)
- "Sweet Spot" (Domino Records, 2014)
- "A Simple Beautiful Truth" (Domino Records, 2014)
- "Mecca" (Domino Records, 2014)
- "Woebegone Wanderers II" (Domino Records, 2015)